# Schindelkopf (Harz)
Der Schindelkopf im Harz ist ein etwa 629 m ü. NHN hoher Südwestausläufer des Gebirgskamms Auf dem Acker (865,1 m). Er liegt nahe Osterode am Harz im gemeindefreien Gebiet Harz des niedersächsischen Landkreises Göttingen (Deutschland).

## Geographische Lage
Der Schindelkopf liegt im Oberharz im Naturpark Harz. Er erhebt sich zwischen dem Südwestende des eigentlichen Acker-Gebirgskamms im Osten und der Kernstadt von Osterode am Harz im Westen. Seine Landschaft fällt in Richtung Nordnordosten durch das Schachttal zum Ostende des Sösestausees mit dortigem Vorbecken ab, durch das Tal der am Berg entspringenden Kleinen Steinau nach Südsüdwesten zum Tal der Sieber und entlang der auch am Berg quellenden Eipenke nach Westnordwesten zum Tal der Söse. Etwas südwestlich des Bergs entspringt die Große Schweimke, die von der Kleinen Schweimke gespeist wird und ein Zufluss der Kleinen Steinau ist.

## Wandern

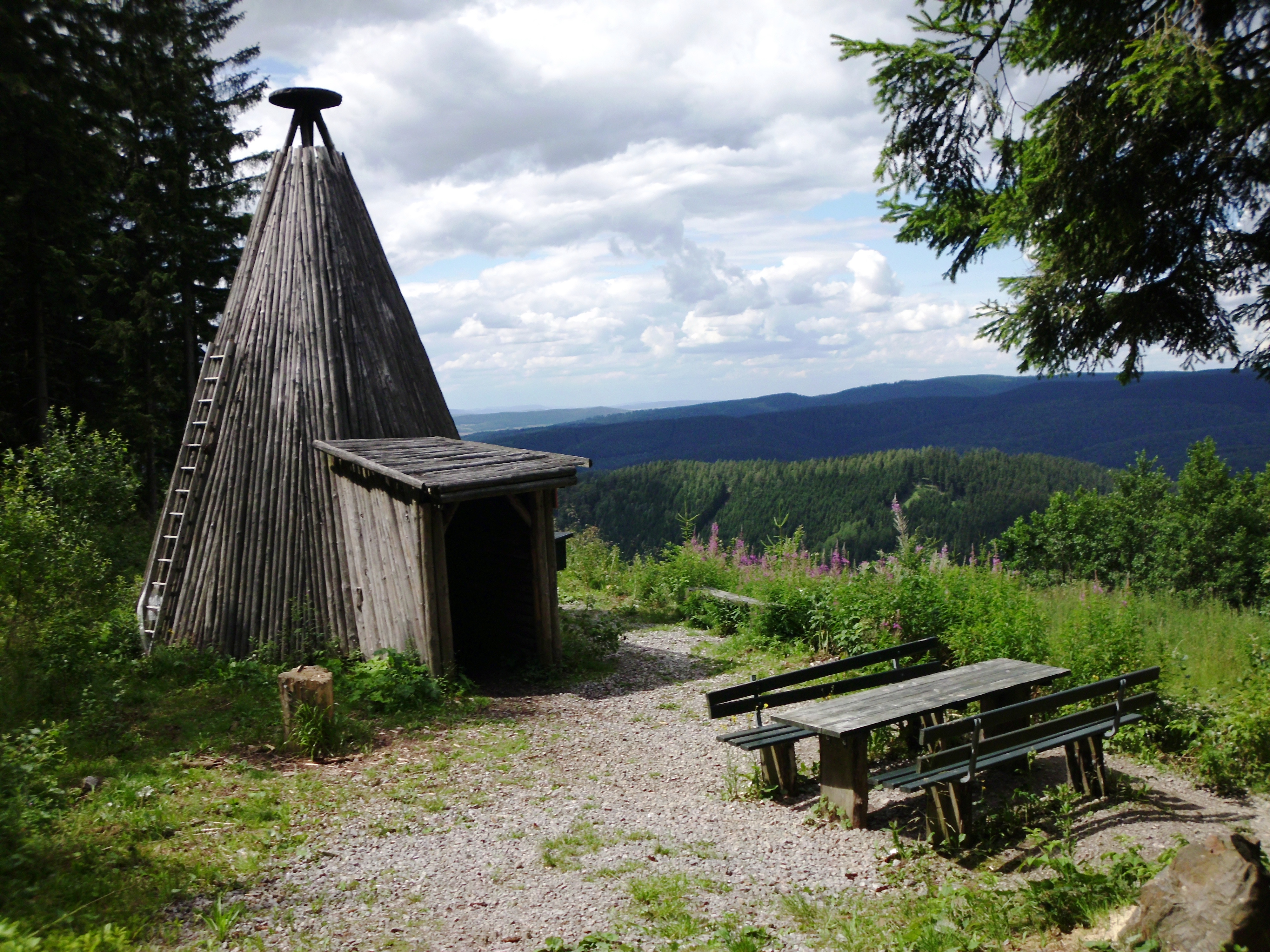
Köte und Rastplatz am Schindelkopf

Der Schindelkopf ist nur auf Waldwegen zu erreichen. Auf seiner Nordwestflanke steht eine Köte (ca. 550 m; ⊙), die als Nr. 143 in das System der Stempelstellen der Harzer Wandernadel einbezogen ist.